# Силецкий, Александр Валентинович
Александр Валентинович Силецкий (28 мая 1947 — 21 января 2019) — советский, российский и белорусский русскоязычный писатель-фантаст, автор детективов и журналист.

## Биография
Александр Силецкий родился в Москве. После окончания школы Александр Силецкий окончил сценарный факультет Всесоюзного государственного института кинематографии. После окончания института он работал в редакциях журналов «Земля и Вселенная» и «Наука и религия». Первое печатное произведение писателя — рассказ «„Галактик Шуз“ из космоса» — опубликовано в 1963 году, и в 60-70-х годах XX века вышло ещё несколько рассказов автора. Позже Силецкий сделал паузу в творчестве, хотя в начале 80-х годов XX века он принимал активное участие в семинарах для молодых писателей-фантастов в Малеевке, а также был активным участником Всесоюзного творческого объединения молодых писателей-фантастов при издательстве «Молодая гвардия». в 80-х годах Силецкий возобновил активную литературную деятельность, опубликовал в сборниках Всесоюзного творческого объединения писателей-фантастов и в собственных авторских сборниках ряд рассказов и повестей, а также несколько романов. В творчестве писателя также несколько детективных романов и повестей, а также радиопьеса «Капканчик».
Для творчества Александра Силецкого характерна причудливая смесь отстранённой лирической прозы с фантасмагорией и юмористической и детской фантастикой. Характерной особенностью творчества писателя является наличие в его произведениях всех видов комической литературы — от юмора до сатиры и иногда даже жёсткого сарказма. Большинство его произведений — это рассказы и короткие повести, хотя в активе автора есть и несколько романов. В частности, в романе «Питомник для мух» речь идет о жизни колонии землян на другой планете в условиях начала борьбы за власть на планете, причём описываются события романа глазами ребёнка, который является главным героем романа. Центральное место в творчестве Силецкого занимает роман «Дети, которые играют в прятки на траве», в котором рассказывается о конфликте людей с созданной ими расой биокибернетического систем (боксов), которые внешне практически не отличаются от людей. За этот роман он получил премию им. И. А. Ефремова.
Произведения Силецкого переведены на 11 языков мира.
В 90-х годах XX века Александр Силецкий женился на белорусской писательнице Наталье Новаш, и переехал на постоянное место жительства в Минск.
С 2018 года Александр Силецкий тяжело болел, долго лечился от тяжёлого сердечного заболевания. В начале 2019 года у писателя начался новый, более тяжёлый сердечный приступ, в результате которого Силецкий умер в минской больнице 21 января 2019.

## Работы
Сборники
- 1989 — Тем временем где-то…
- 2002 — Завоеватель планет
- 2002 — Отпуск с убийцей
- 2009 — Дети, играющие в прятки на траве
- 2013 — Ночь птичьего молока
- 2016 — Золотые времена
- 2017 — Бес Луны
- 2017 — Колдовской фронтир

Романы
- 1991 — Питомник для мух («День Зверя»)
- 2002 — Отпуск с убийцей
- 2009 — Дети, играющие в прятки на траве
- 2009 — Легендарь

Повести
- 2002 — Завоеватель планет
- 2016 — Золотые времена

Радиопьеса
- 1988 — Капканчик